# TE10

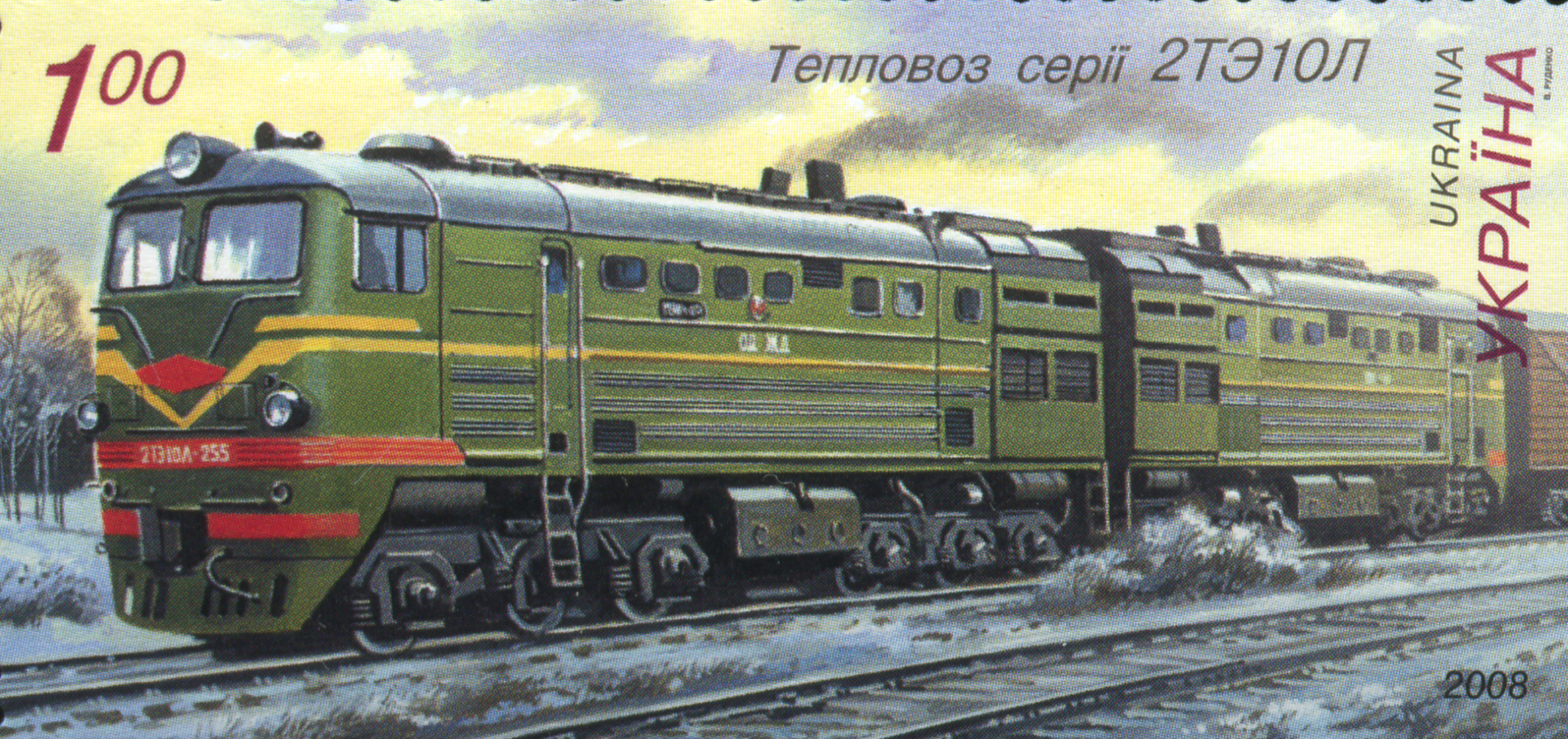
Une TE10 sur un timbre poste de l'Ukraine.

La TE10 (en russe : ТЭ10) est une locomotive diesel-électrique russe. Le nom de cette locomotive (ТЭ10) est de тепловоз с электрической передачей, тип 10, qui se traduit "locomotive diesel-électrique de type 10." 
De conception d'une seule unité de base en 1957, elle a formé la base pour une famille de locomotives qui ont été construites pendant plus de 40 ans, variant de locomotives de passagers simples TEP10 allant aux locomotives de fret 2TE10, 3TE10 et des 4TE10U très lourdes.

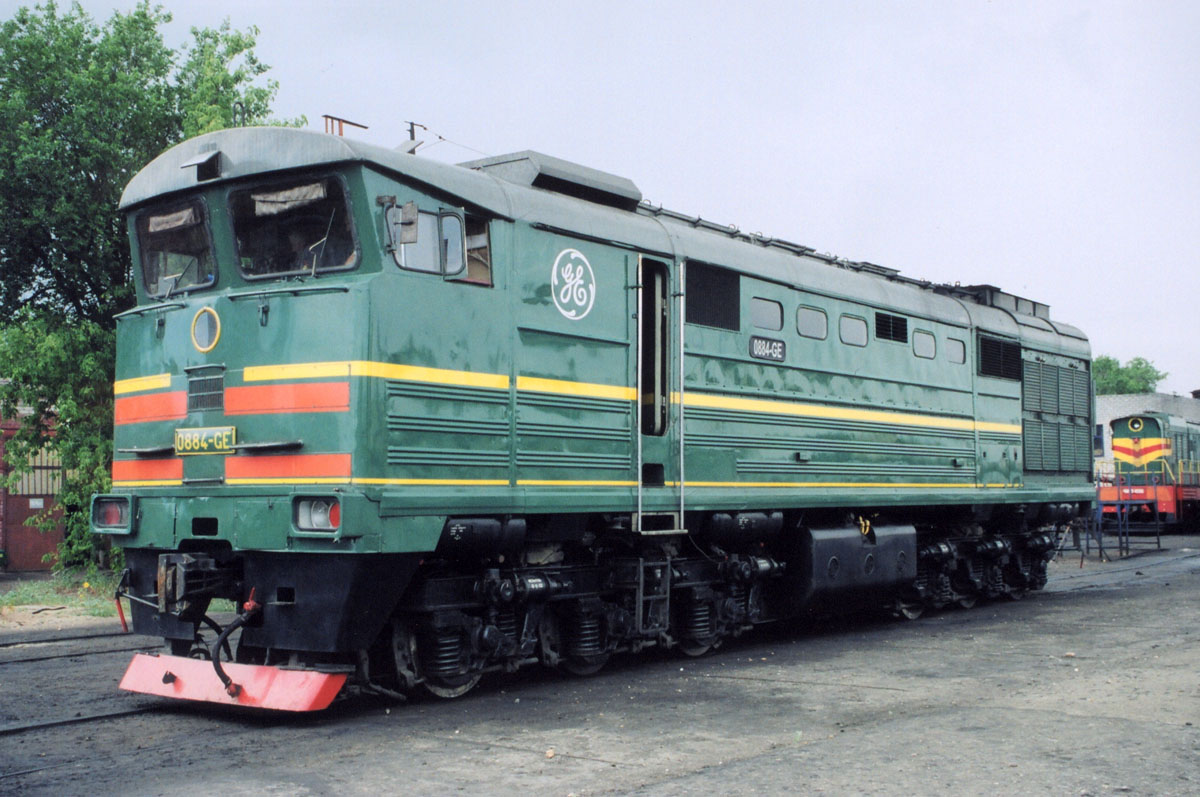
Locomotive modernisée par GE.

En 2002, GE achète une vieille locomotive de type 2TE10 et la modernise aux États-Unis. La locomotive modernisée retourne en Russie, où elle a subi avec succès les tests de certification rigoureux auprès du registraire des chemins de fer. Avec les augmentations informatiques, elle pouvait tirer des trains qui étaient 15% plus lourds.

## Traduction
- (en) Cet article est partiellement ou en totalité issu de l’article de Wikipédia en anglais intitulé « TE10 » (voir la liste des auteurs).